# Fahrudin Jusufi
Fahrudin Jusufi (srbskou cyrilicí Фахрудин Јусуфи, 8. prosince 1939 Dragaš – 9. srpna 2019 Bělehrad) byl jugoslávský fotbalista goranské národnosti.
Hrál na pozici krajního obránce za bělehradský FK Partizan, s nímž se stal mistrem Jugoslávie v letech 1961, 1962, 1963 a 1965 a postoupil do finále Poháru mistrů evropských zemí 1965/66. Pak přestoupil do západoněmeckého Eintrachtu Frankfurt, s nímž v roce 1967 vyhrál Rappanův pohár. Kariéru ukončil v roce 1972 v Rakousku v klubu FC Dornbirn 1913. Za jugoslávskou reprezentaci odehrál 55 mezistátních utkání, získal zlatou medaili na Letních olympijských hrách 1960, startoval také na mistrovství Evropy ve fotbale 1960 (2. místo) a mistrovství světa ve fotbale 1962 (4. místo). Anglický fotbalový expert Eric Batty ho třikrát zařadil do nejlepší světové jedenáctky roku.
Po ukončení hráčské kariéry působil jako trenér, v sezóně 1987/88 dovedl Partizan k ligovému titulu. Fotbalistou byl i jeho syn Sascha Jusufi, který v roce 1987 s týmem Hamburger SV vyhrál DFB-Pokal.